# 2015年歐洲運動會拉脫維亞代表團
拉脫維亞預計將參加2015年6月12日至28日在亞塞拜然巴庫舉行的2015年歐洲運動會。

## 體操

### 競技體操
- 女子 – 3個參賽配額

### 韻律體操
拉脫維亞因為一位運動員於2013年歐洲韻律體操錦標賽的表現取得參賽配額
- 個人 – 1個參賽配額